# Fionnuala Kenny
Fionnuala Kenny, z domu Fionnuala O’Kelly (ur. 1956 w Clontarf, Dublin) – irlandzka specjalistka public relations, była rzeczniczka prasowa Fianna Fáil. 

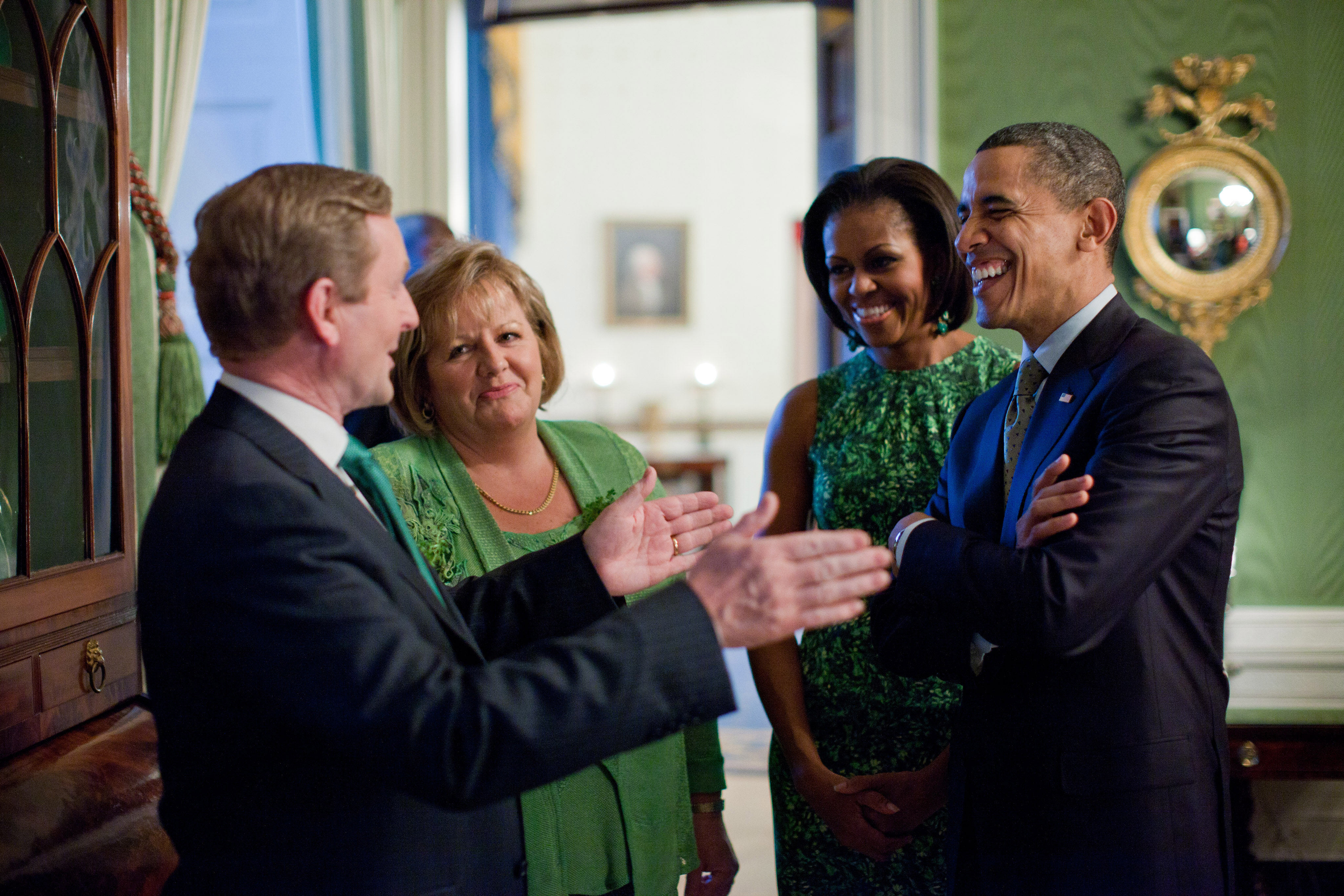
Fionnuala (druga od lewej) wraz ze swoim mężem, Endą Kennym, i prezydentem USA Barackiem Obamą i pierwszą damą Michelle Obamą

Od 1992 żona Endy Kennego – premiera Irlandii w latach 2011–2017 oraz lidera Fine Gael w latach 2002–2017. Jest określana przez media „najlepszym aktywem” oraz „sekretną bronią” Kennego.
W marcu 1987 roku Fionnuala O’Kelly została pierwszą kobietą pełniącą stanowisko przewodniczącej Irlandzkiego Rządowego Serwisu Informacyjnego (ang. Irish Government Information Service). Funkcję tę pełniła do 1990 roku. Następnie objęła stanowisko prezesa do spraw public affairs w Raidió Teilifís Éireann (RTÉ).